# Rio Grande Village
 (mars 2021).
Pour les articles homonymes, voir Rio Grande.
Rio Grande Village est un lieu-dit américain dans le comté de Brewster, au Texas. 
Protégée au sein du parc national de Big Bend, la localité accueille plusieurs infrastructures du National Park Service, parmi lesquels un office de tourisme et un terrain de camping. La Daniels Farm House se trouve à proximité.